# Антонюк Василь Михайлович
Антонюк Василь Михайлович — міський голова міста Дубна від 19 листопада 2010 року.

## Біографія
Народився 13 листопада 1955 року в селі Гориньград 1 Рівненського району Рівненської області в родині колгоспників, українець.
1963 року вступив до першого класу Гориньградської І восьмирічної школи, яку закінчив у 1971 році. З вересня 1971 року по червень 1975 року учень Рівненського автотранспортного технікуму.
З червня 1975 року по серпень 1977 року проходив військову службу в лавах Радянської армії в Далекосхідному військовому окрузі.
У вересні 1977 року вступив на механічний факультет Київського автомобільно-дорожнього інституту, який закінчив у вересні 1982 року за спеціальністю «Будівельні і дорожні машини та обладнання».
З жовтня 1982 року по серпень 1983 року, згідно з направленням, працював майстром, механіком, а пізніше головним механіком Дубенського районного шляхового ремонтно-будівельного управління, а з серпня 1986 року по березень 1988 року — завідувач оргінструкторського відділу Дубенської міської ради.
З березня 1988 року по серпень 1990 року інструктор Дубенського міського комітету Компартії України.
У серпні 1990 року повернувся на роботу в Дубенське районне шляхове ремонтно-будівельне управління на посаду головного механіка, а у червні 1994 року призначений на посаду першого заступника голови Дубенської міської ради.
8 грудня 1996 року на позачергових виборах обраний головою Дубенської міської ради.
5 травня 1998 року призначений заступником голови Дубенської районної державної адміністрації.
З серпня 1999 року по листопад 1999 року працював головою територіальної виборчої комісії територіального виборчого округу № 154 по виборах Президента України.
З грудня 1999 року по грудень 2000 року перший заступник голови Дубенської районної державної адміністрації.
З 2 січня 2001 року по 12 жовтня 2006 року начальник ЛВДС-5С ДП «Прикарпатзахідтранс».
З 16 жовтня 2006 року призначений на посаду директора комунального підприємства «Дубноводоканал» м. Дубно.
Проживає в м. Дубно по вул. Космонавтів, 89.
Сім'я:
Дружина Антонюк (Бондар) Олена Степанівна, народилась 14 грудня 1958 р., вчитель англійської мови, працює у відділі кадрів КП «Дубноводоканал». 
Син Антонюк Костянтин Васильович, народився 20 квітня 1987 р., аспірант Київського національного університету ім. Т. Г. Шевченка. 
Донька Антонюк Наталія Василівна, народилась 17 лютого 1989 р. Працює та проживає в м. Києві.

## Політичні погляди
В даний період Антонюк Василь Михайлович є безпартійним. 
На посаду міського голови був висунутий міським осередком партії «Батьківщина», також його кандидатуру підтримали міські осередки партій "Затупки", "Гниляки", "Бамбули".
З березня 1988 року по серпень 1990 року інструктор Дубенського міського комітету Компартії України - комуніст.